# Saint-Antoine—Westmount
Pour les articles homonymes, voir Saint-Antoine et Westmount (homonymie).
Saint-Antoine—Westmount (aussi orthographié St. Antoine—Westmount) est une ancienne circonscription fédérale du Québec, située sur l'île de Montréal.
La circonscription de St. Antoine—Westmount apparut en 1933 avec une partie de la circonscription de Saint-Antoine. Cette dernière francisa son nom en 1952 pour adopter celui de Saint-Antoine—Westmount.
La circonscription fut abolie en 1966 et redistribuée dans les circonscriptions de Saint-Henri et de Westmount.

## Géographie
La circonscription comprenait:
- La cité de Westmount
- Une partie de la ville de Montréal, contenue dans les quartiers de Côte-des-Neiges, Saint-Henri et de Petite-Bourgogne.

## Députés
1. 1935-1940 — Robert Smeaton White, Cons.
2. 1940-1954 — Douglas Charles Abbott, PLC
3. 1954¹-1958 — George Carlyle Marler, PLC
4. 1958-1962 — Ross Webster, PC
5. 1962-1966 — Charles Mills Drury, PLC

- PC  = Parti progressiste-conservateur
- PLC = Parti libéral du Canada
- ¹   = Élection partielle